# Torre Deloitte
La Torre Deloitte (Tour Deloitte in francese) è un edificio per uffici di 26 piani a Montréal, in Canada, che si trova tra la stazione di Windsor e il Centre Bell. È il primo grattacielo adibito a uffici commerciali di proprietà privata e finanziato della città ad essere costruito in oltre 20 anni.
Completato a maggio 2015, l'edificio dispone di 46.000 m² (495.000 piedi quadrati) di spazio per uffici e 1.900 m² (20.000 piedi quadrati) di spazio di vendita al dettaglio.
Il grattacielo prende il nome dalla società di servizi professionali Deloitte, che occupa 15.000 m² (160.000 piedi quadrati) di spazio per i suoi uffici nel palazzo. Esso ospita anche la sede di Rio Tinto Alcan, che si è trasferita dalla Maison Alcan (18.000 m² nella parte superiore dell'edificio, gli ultimi otto piani). La torre Deloitte fa parte di un progetto multifase più ampio, che includerà un uso misto di spazi commerciali e residenziali. L'edificio è di proprietà di Cadillac Fairview.

## Cronologia dei lavori

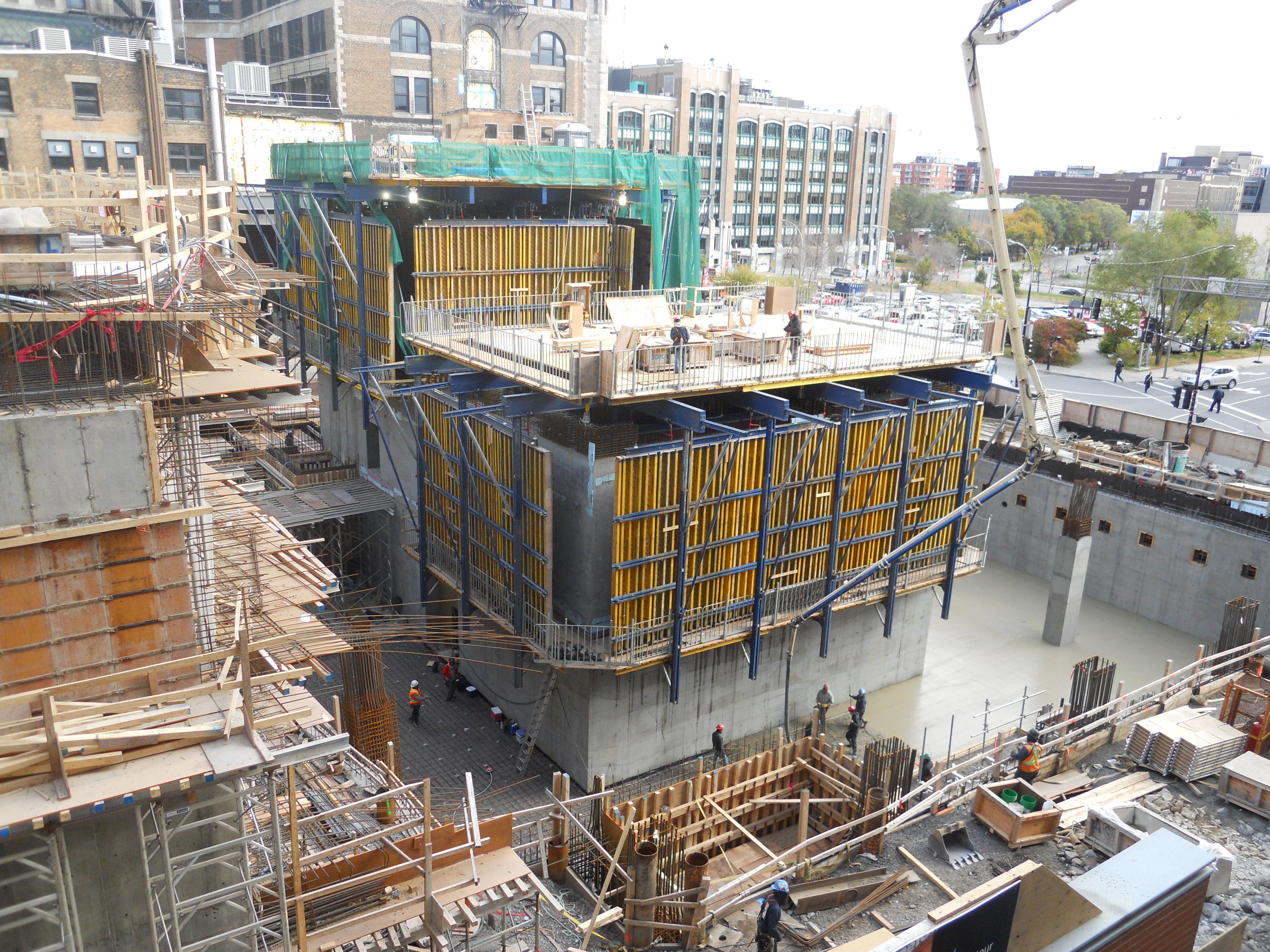
Inizio lavori - ottobre 2013
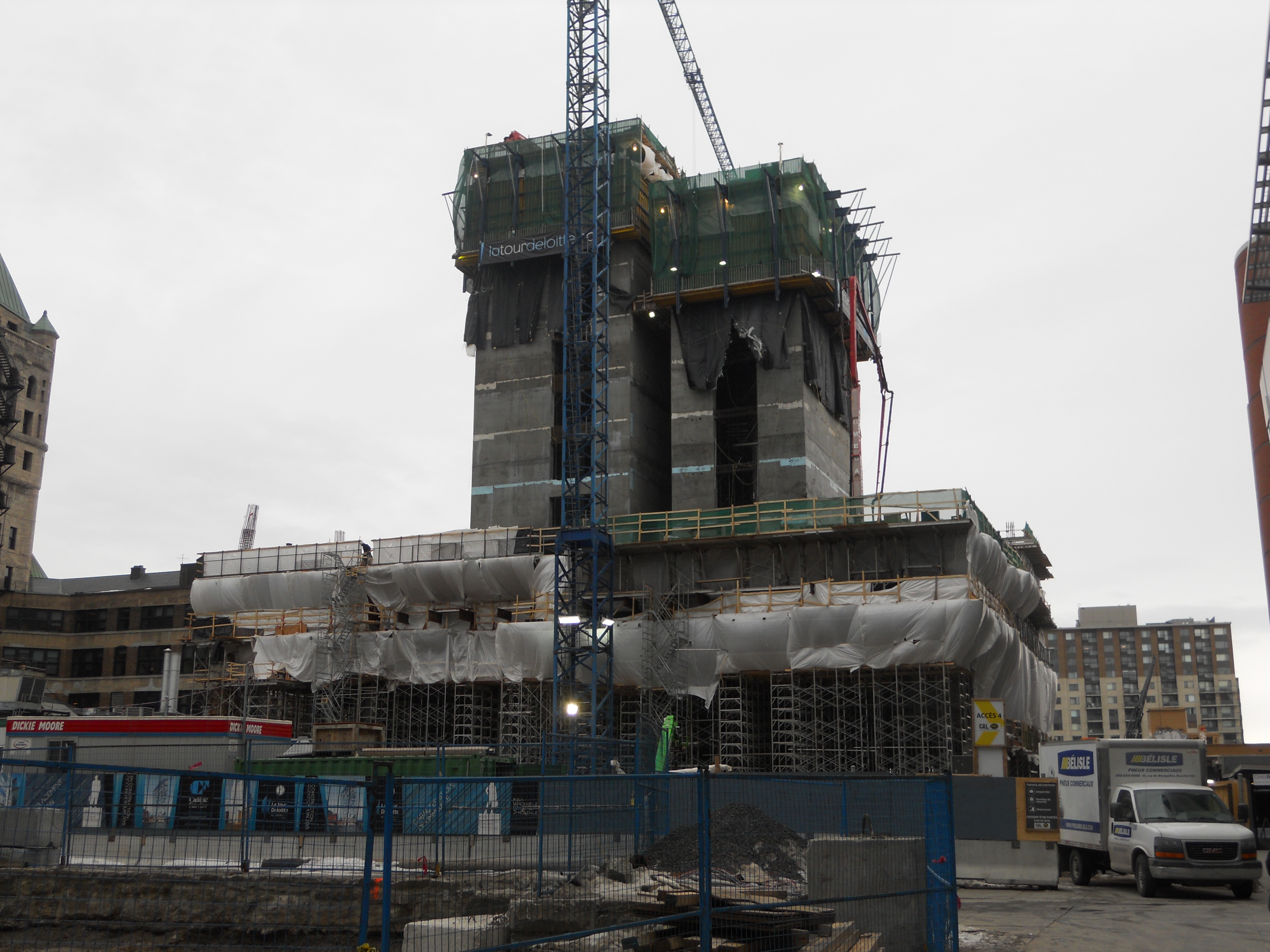
I lavori a marzo 2014
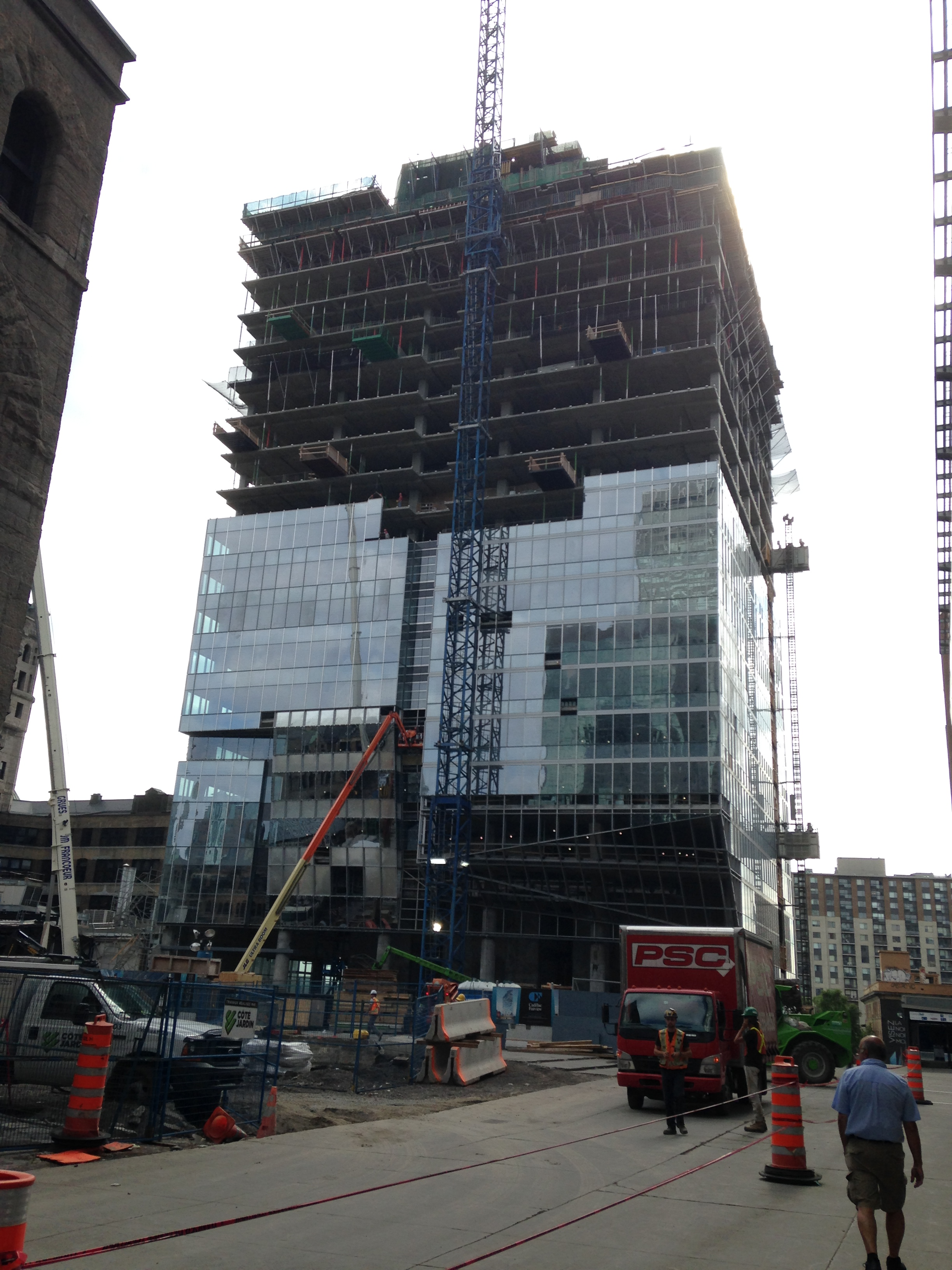
I lavori ad agosto 2014
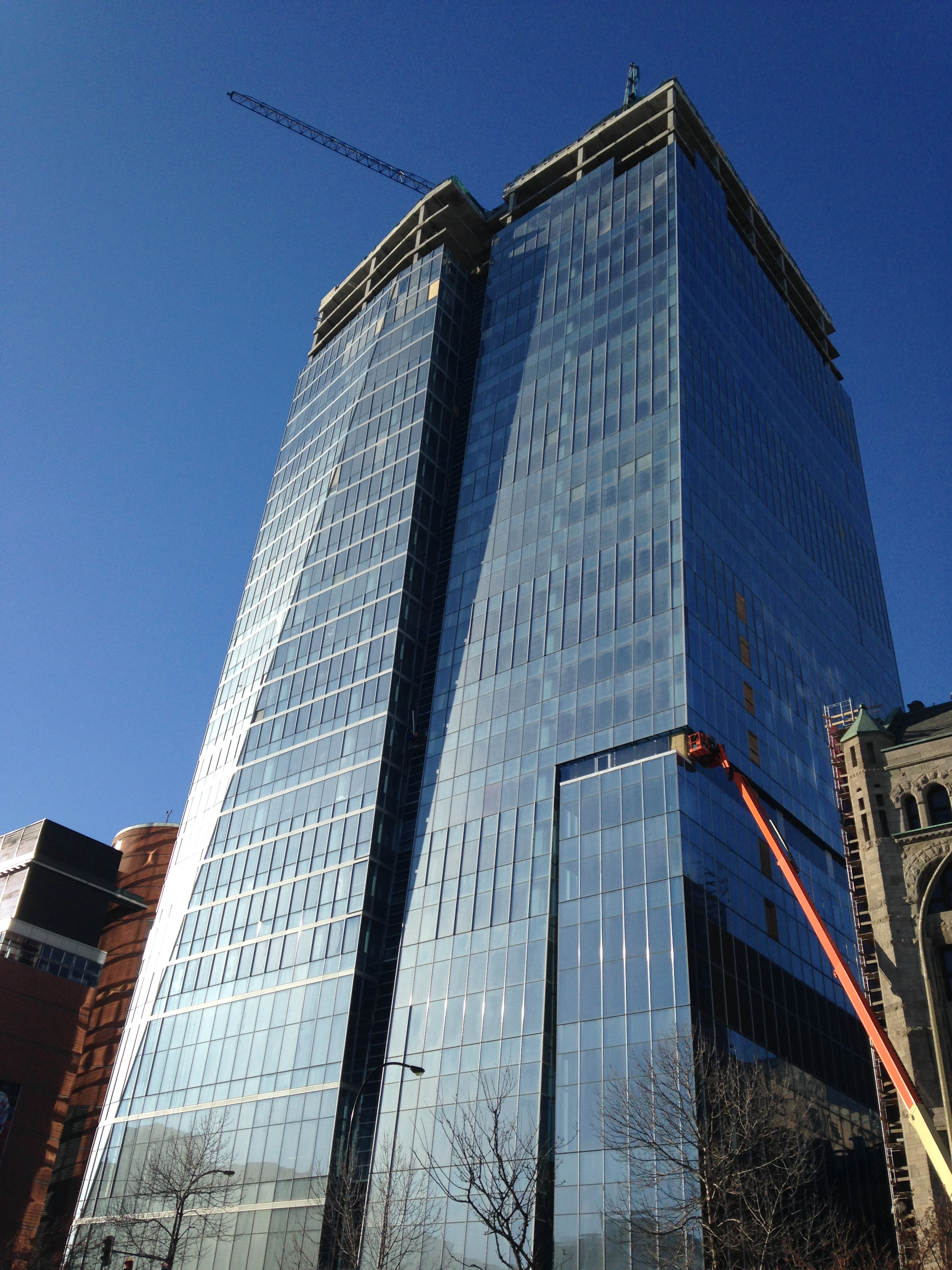
I lavori a dicembre 2014
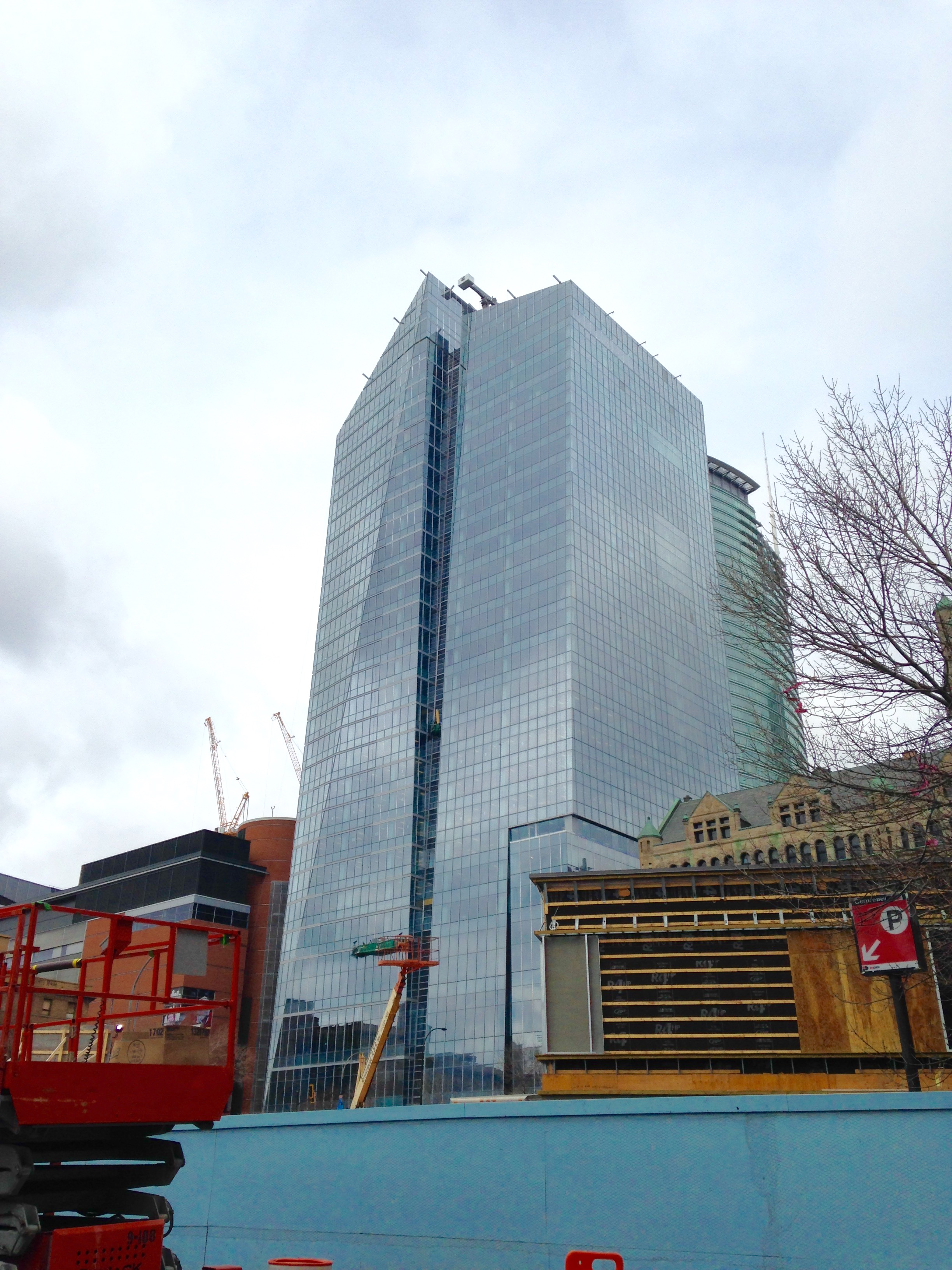
I lavori ad aprile 2015